# Константинопольський собор (1484)
Константинопольський собор 1484 року — великий помісний собор Православної церкви, скликаний для вирішення питання про чин прийняття в православ'я уніатів, колишніх прихильників Флорентійської унії. На соборі були присутні всі чотири грецьких патріархи (Константинопольський, Антіохійський, Єрусалимський та Олександрійський).

## Історія

### Передумови
Грецькі ієрархи на чолі з імператором уклали унію з католиками в 1439 році на Флорентійському cоборі. Союз був багато в чому політичним — імператор шукав допомоги християнського Заходу для захисту Константинополя від турків. Грецьке нижче духовенство на чолі з митрополитом Марком Ефеським (згодом зарахованого в Православ'ї до лику святих) не сприйняло унії і почало протистояти її прихильникам у Константинополі і серед грецького населення.
Після підписання Флорентійської унії, в 1443 році, 6 квітня з ініціативи митрополита Кесарійського Арсенія, патріархи Олександрійський Філофей I (1435—1459), Антіохійський Дорофей (1435—1451) і Єрусалимський Йоаким (який головував) провели в Єрусалимі церковний собор, на якому відкинули унію і відлучили всіх її прихильників від Православної Церкви. Також підписали соборне послання до імператора, в якому назвали Флорентійський собор розбійницьким, а патріарха Константинопольського Митрофана II у цьому ж посланні назвали мативбивцею і єретиком.
Після падіння Констатинополя в 1453 році необхідність в унії відпала, більш того, керівництво Церкви вважало, що союз із Римом погіршує становище православних у турецькій імперії. Султан з політичних міркувань забороняв унію. У 1472 році на Константинопольському соборі унія була офіційно скасована. До 1484 році постало питання про те, яким чином приймати уніатів до Православної церкви, і з цією метою в Константинополі був скликаний цей помісний собор.

### Хід Собору
Собор пройшов у храмі Богородиці Памакаристи. Головою собору був патріарх Константинопольський Симеон Трапезундський (Трапезундець), крім того в його роботі взяли участь інші три патріархи: Александрійський Григорій, Антіохійський Дорофей, Єрусалимський Йоаким (Яків).
Флорентійський собор було оголошено неканонічним і, отже, укладена на ньому унія недійсна. Потім постало питання, яким чином приймати т. зв. "уніатів" у Православ'я — через Хрещення або через Миропомазання. Після суперечки про те, чи робити відмінність між хранителями східного обряду, і тими, хто прийняв латинський обряд, було вирішено, що у всіх випадках достатньо миропомазання і формального зречення від «латинської єресі» (другим чином).
Підставою для такого рішення були твори, написані митрополитом Марком Ефеським проти Флорентійської унії. Про католиків (латинян) він писав у своєму «Окружному послання до православних християн»:
|  | Навпаки, ми їх відлучили від себе, тому що вони замислили неприпустиме і беззаконне і ввели ні на чому не засноване додавання (Філіокве). Ми їх залишили як єретиків і відокремилися від них. І чому так? Благочестиві постанови свідчать: „Єретиками називаються і піддаються законам супроти єретиків також і ті, які в малому відступають від Правовір'я“. Якщо б Латиняни ні в чому не відступили від Правовір'я, то ми не мали б підстави відокремитися від них; якщо ж вони відступили від нього, а саме у визнаванні Святого Духа, через найнебезпечніше і богохульне нововведення, то вони стали єретиками і ми відокремили їх від себе як єретиків. І чому ж ми помазуємо миром тих хто приєднується від них до нас? Зрозуміло від того, що вони єретики. |

Рішення Констатинопольського собору вплинуло на практику Російської православної церкви. Хоча у 1620 році Помісний церковний собор постановив, що католиків необхідно приймати православ'я тільки через святе Хрещення (тобто першим чином), на Великому Московському соборі 1667 році було вирішено встановити практику прийому єретиків-папежников (католиків) подібно грецькій через миропомазання; в обґрунтування Великий Московський собор у своїх документах послався на рішення Константинопольського собору 1484 року.